# Bolognano
Bolognano est une commune italienne d'environ 1 200 habitants située dans la province de Pescara, dans la région Abruzzes, en Italie méridionale.

## Administration
| Période                                  | Période | Identité | Étiquette | Qualité |
| ---------------------------------------- | ------- | -------- | --------- | ------- |
|                                          |         |          |           |         |
| Les données manquantes sont à compléter. |         |          |           |         |

### Hameaux
Musellaro, Piano d'Orta.

### Communes limitrophes
Caramanico Terme, Castiglione a Casauria, Salle, San Valentino in Abruzzo Citeriore, Scafa, Tocco da Casauria, Torre de' Passeri.